# القناة الخامسة (تيلفيزا)
القناة الخامسة* (بالإسبانية: *Canal 5) قناة تلفزيونية مكسيكية، إحدى قنوات تيلفيزا، تبثّ في جميع أنحاء المكسيك، تأسست في 10 مايو، 1952. يقع مقرها في مدينة مكسيكو، المكسيك. في ساعات النهار تبث القناة برامج مخصصة للأطفال والمراهقين، وفي المساء تبث مسلسلات دراما وإثارة وأفلام، كما تبث أحداثاً رياضية مثل نهائيات كأس العالم لكرة القدم والألعاب الأولمبية.

## وصلات خارجية
- الموقع الرسمي
- القناة 5 (المكسيك) على موقع ANN company (الإنجليزية)